# Hadar Josef

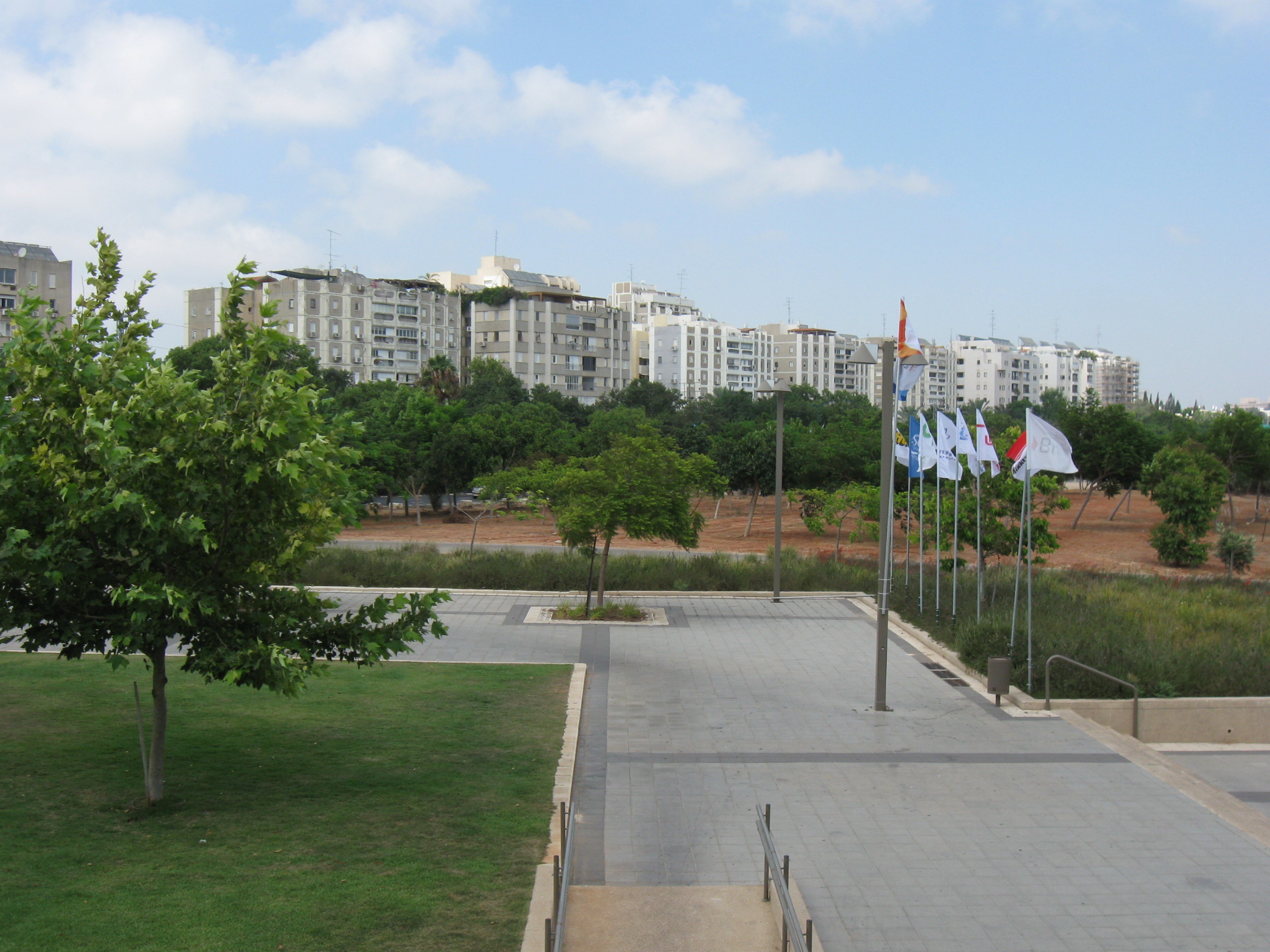
Zástavba ve čtvrti Hadar Josef

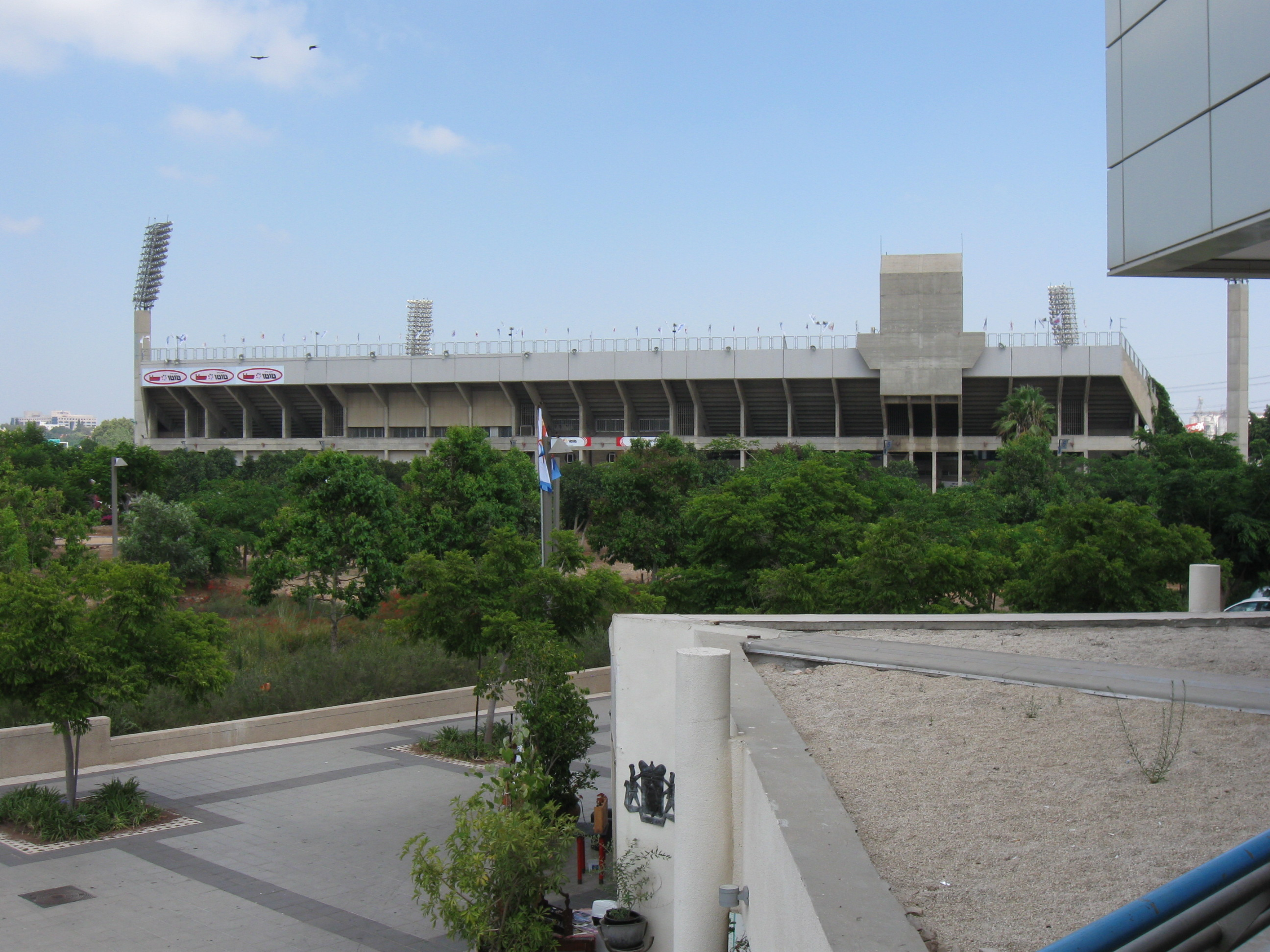
Národní sportovní centrum Tel Aviv ve čtvrti Hadar Josef

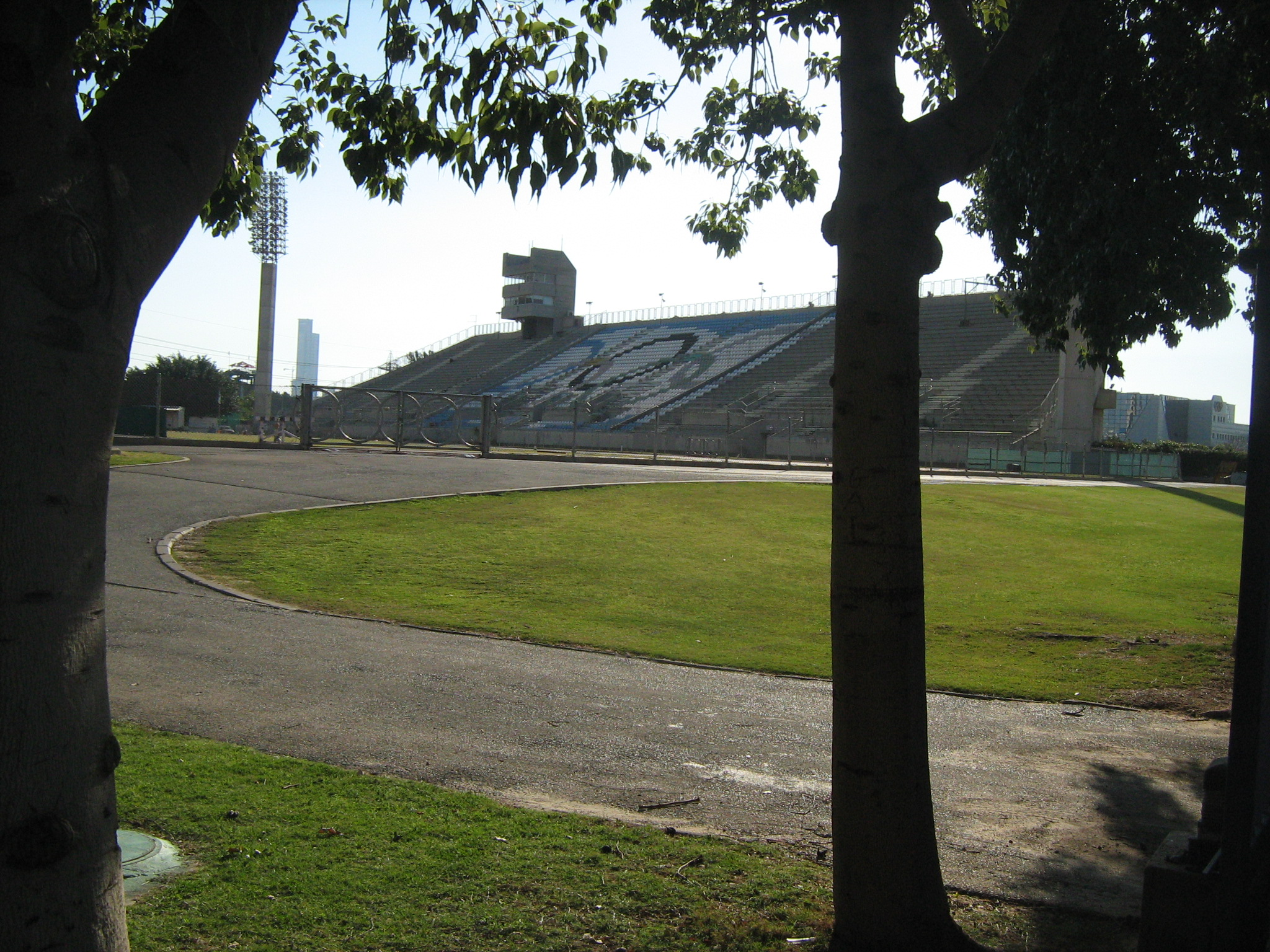
Národní sportovní centrum Tel Aviv ve čtvrti Hadar Josef

Hadar Josef (hebrejsky: הדר יוסף) je čtvrť v severovýchodní části Tel Avivu v Izraeli. Je součástí správního obvodu Rova 2 a samosprávné jednotky Rova Cafon Mizrach.

## Geografie
Leží na severovýchodním okraji Tel Avivu, cca 4 kilometry od pobřeží Středozemního moře, na severním břehu řeky Jarkon, v nadmořské výšce cca 20 metrů. Na východě sousedí se čtvrtí Neve Dan, na severu s Ne'ot Afeka Alef, na západě se čtvrtí Ma'oz Aviv a na jihu s pásem zeleně podél Jarkonu (Park Jarkon), kde se rozkládá sportovní areál Národní sportovní centrum Tel Aviv (Merkaz ha-sport ha-le'umi Tel Aviv). Dopravní osou čtvrti je silnice číslo 482 (Pinchas Rosen), která probíhá po východním okraji čtvrtě.

## Popis čtvrti
Plocha čtvrti je vymezena na severu ulicí Mivca Kadeš, na jihu ulicí Bechor Šalom Šitrit, na východě Pinchas Rosen a na západě Bnej Efrajim. Nachází se tu nižší individuální i vícepodlažní hromadná zástavba. V roce 2007 tu žilo 7111 obyvatel. 